# Mihailo Đurić
Pour les articles homonymes, voir Đurić.
 (février 2012).
Mihailo Đurić (en serbe cyrillique : Михаило Ђурић), né le 22 août 1925 à Šabac et mort le 25 novembre 2011 à Belgrade, est un philosophe et sociologue serbe, professeur à la Faculté de droit de l'université de Belgrade et membre de l'Académie serbe des sciences et des arts.
À partir des années 1980, les écrits de Đurić à la fois en serbe et en allemand ont contribué à la compréhension des œuvres de Friedrich Nietzsche et Martin Heidegger et à la compréhension du lien entre ces deux philosophes. Ses œuvres  Nietzsche et la métaphysique (1984) et Le défi du nihilisme (1986) se concentrent principalement sur Nietzsche, sur la nécessité de la philosophie aujourd'hui ; La philosophie entre l'Est et l'Ouest porte principalement sur Heidegger et ses lectures de Nietzsche[réf. nécessaire].

## Biographie

### Jusqu'en 1973
Mihailo Đurić est né le 22 août 1925 à Šabac, d'un père juge Stefan et d'une mère institutrice Milica, née Despotović. Sa scolarité jusqu'à son bac a été très tumultueuse, la fonction de son père l'obligeant à se déplacer tous les quatre ans. Il eut son doctorat en 1954 — sa thèse portait sur L'idée du droit naturel, chez les sophistes grec. La même année il est nommé comme assistant à la faculté de droit de Belgrade, puis il sera chargé de cours en 1957, professeur à mi-temps en 1964 et enfin professeur à plein temps en 1969. Il fut professeur d'histoire, de théorie de la politique, de sociologie et professeur de science sociale.

### L'exil et la prison
En 1972, Mihailo Đurić a été expulsé de l'université, jugé et condamné à neuf mois de prison pour avoir critiqué des amendements constitutionnels de 1971, ainsi que pour s'être opposé à la démolition de la chapelle Petar II Petrović-Njegoš sur le mont Lovćen.
Lors de son procès et de son incarcération, de nombreux personnages publics ont exprimé leur opposition au gouvernement de l'époque, communiste yougoslave ; parmi eux, le philosophe Ernst Bloch.
Après la sortie de prison Đurić a été formellement employé à l'Institut des sciences sociales de Belgrade, de 1974 jusqu'en 1989. De sa sortie de prison (1972), il a également été professeur et conférencier invité dans les universités de Vienne, Berlin et Augsbourg. En 1991, après réhabilitation, il est retourné à l'école de droit. Đurić, de nombreuses années durant, a été membre de l'Institut de philosophie à la Faculté de philosophie de Belgrade, dont il a été président de 1986 à 1998.

## Œuvre
- Ideja prava prirodnog kod Sofista grčkih-Beograd, 1954 (l'idée de droit naturel chez les sophistes grecs)
- Problemi sociološkog metoda- Beograd, 1962 (Problems of the Sociological Method) Problemi metoda sociološkog-Beograd, 1962 (Problèmes de la méthode sociologique)
- Sociologija Maksa Vebera- Zagreb, 1964 (Sociology of Max Weber) Sociologija Maksa Vebera-Zagreb, 1964 (sociologie de Max Weber)
- Humanizam kao politički ideal : Ogled o grčkoj kulturi- Beograd, 1968 (Humanism as Political Ideal :A Study of Greek Culture) Humanizam Kao politički idéal: ogled o grčkoj Kulturi-Beograd, 1968 (Humanisme comme politique idéal: une étude de la culture grecque)
- Stihija savremenosti- Beograd, 1972, (Disaster of the Iskustvo razlike : Suočavanje s vremenom- Beograd, 1994 (The Experience of Difference : Facing the Modern Age) Stihija savremenosti-Beograd, 1972, (en cas de catastrophe de la razlike iskustvo: Suočavanje s vremenom-Beograd, 1994 (L'expérience de la différence: Face à l'époque moderne)
- Niče i metafizika- Beograd, 1984 (Nietzsche and the Metaphysics) Nice, je metafizika-Beograd, 1984 (Nietzsche et la métaphysique)
- Izazov nihilizma – Beograd, 1986 (The Challenge of Nihilism) Nihilizma Izazov - Beograd, 1986 (Le défi du nihilisme)
- Mit, nauka, ideologija. Mit, Nauka, ideologija. Nacrt filozofije kulture – Beograd, 1989 (Myth, Science, Ideology. Outline of a Philosophy of Culture) Načrt kulture filozofije - Beograd, 1989 (Mythe, de la science, l'idéologie. Esquisse d'une philosophie de la culture)
- Filozofija u dijaspori. Filozofija u dijaspori. Petronijevićeva “Načela metafizike”- Novi Sad, 1989 (Philosophy in Diaspora. Petronijevics “Principles of Metaphysics”) Petronijevićeva "metafizike načela" - Novi Sad, 1989 (Philosophie de la diaspora. "Principes Petronijevics de la métaphysique»)
- Putevi ka Ničeu : Prilozi filozofiji budućnosti- Beograd, 1992 (Roads to Nietzsche : Contributions to the Philosophy of Future) Putevi ka Ničeu: Prilozi filozofiji budućnosti-Beograd, 1992 (Les Chemins de Nietzsche: Contributions à la philosophie de l'avenir)
- Iskustvo razlike : Suočavanje s vremenom- Beograd, 1994 (The Experience of Difference : Facing the Modern Age) Razlike iskustvo: Suočavanje s vremenom-Beograd, 1994 (L'expérience de la différence: Face à l'époque moderne)
- O potrebi filozofije danas : Filozofija između Istoka i Zapada- Beograd, 1999 (On the Need of Philosophy Today: Philosophy between East and West) O potrebi filozofije Danas: Filozofija IZMEDJU Istoka i ZAPADA-Beograd, 1999 (sur la nécessité de la philosophie aujourd'hui: Philosophie entre l'Est et l'Ouest)
- Poreklo i budućnost Evrope : Odiseja drevne filozofske ideje- Beograd, 2001 (Origin and Future of Europe : Odyssey of one ancient philosophic Idea) Poreklo i Evrope Budućnost: Odiseja drevne filozofske ideje-Beograd, 2001 (origine et l'avenir de l'Europe: Odyssée de l'une ancienne idée philosophique)
- Krhko ljudsko dobro. Krhko ljudsko dobro. Aktuelnost Aristotelove praktičke filozofije- Beograd, 2002 (The Fragile Human Good. Contemporary Importance of Aristotle 's Practical Philosophy) Aktuelnost Aristotelove praktičke filozofije-Beograd, 2002 (The Fragile bien humain. Contemporaine Importance d'Aristote 's Practical Philosophy)
- Srbija i Evropa između prošlosti i budućnosti. Srbija i Evropa IZMEDJU prošlosti i budućnosti. Letopis jugoslovenske tragedije- Beograd, 2003 (Serbia and Europe between Past and Future. Annals of the Yugoslav Tragedy) Letopis tragedije jugoslovenske-Beograd, 2003 (Serbie et en Europe entre passé et futur. Annales de la tragédie yougoslave).